# 厦门国际银行
厦门国际银行（英语：Xiamen International Bank, XIB）成立于1985年8月31日，是中国首家中外合资银行，注册资本10.69亿元人民币，股东包括中国工商银行、福建投资企业集团公司、厦门建发集团有限公司、香港上市之闽信集团有限公司、亚洲开发银行、日本新生银行及美国赛诺金融集团有限公司。

## 历史
厦门国际银行于1985年创建之时，中方股东为中国工商银行、华福公司和厦门建发公司，三家中资股东合占总股本的40%，外方股东为香港泛印集团（原为印尼泛印银行关系企业），控股股东为印尼华侨李文光，占有60%的股份。然而，由于外方股东问题，银行刚开业便面临夭折的危险，最后经过一系列措施，中外股份调整为中国工商银行占25%，华福公司占16%，厦门建发占10%，香港泛印占49%，中方联合控股厦门国际银行。
2010年4月7日中國銀監會批准厦门国际银行改制，由中外合資銀行改為城市商業銀行，同時由有限責任公司改為股份有限公司。
2016年12月22日，中銀香港（控股）有限公司以76.85億元，共出售集友銀行211.48萬股集友股份，佔集友總發行股份約70.49%，其中192.94萬股（佔比64.31%）售予廈門國際投資有限公司，餘下18.54萬股（佔比6.18%）則通過私立集美學校基金，售予集美校委會；目前私立集美學校基金，亦持有集友銀行13.88%股權（41.6萬股），相對集友資產淨值（2016年中期約67億港元）計，交易價等於市賬率約1.6倍。出售計劃已獲得中華人民共和國財政部批准及香港金融管理局的原則性批准
2017年3月27日，雙方聯合公佈，有關集友銀行股權轉讓的所有工作全部順利完成，集友即日起成為廈門國際銀行旗下公司。

## 分支机构

### 境内分行

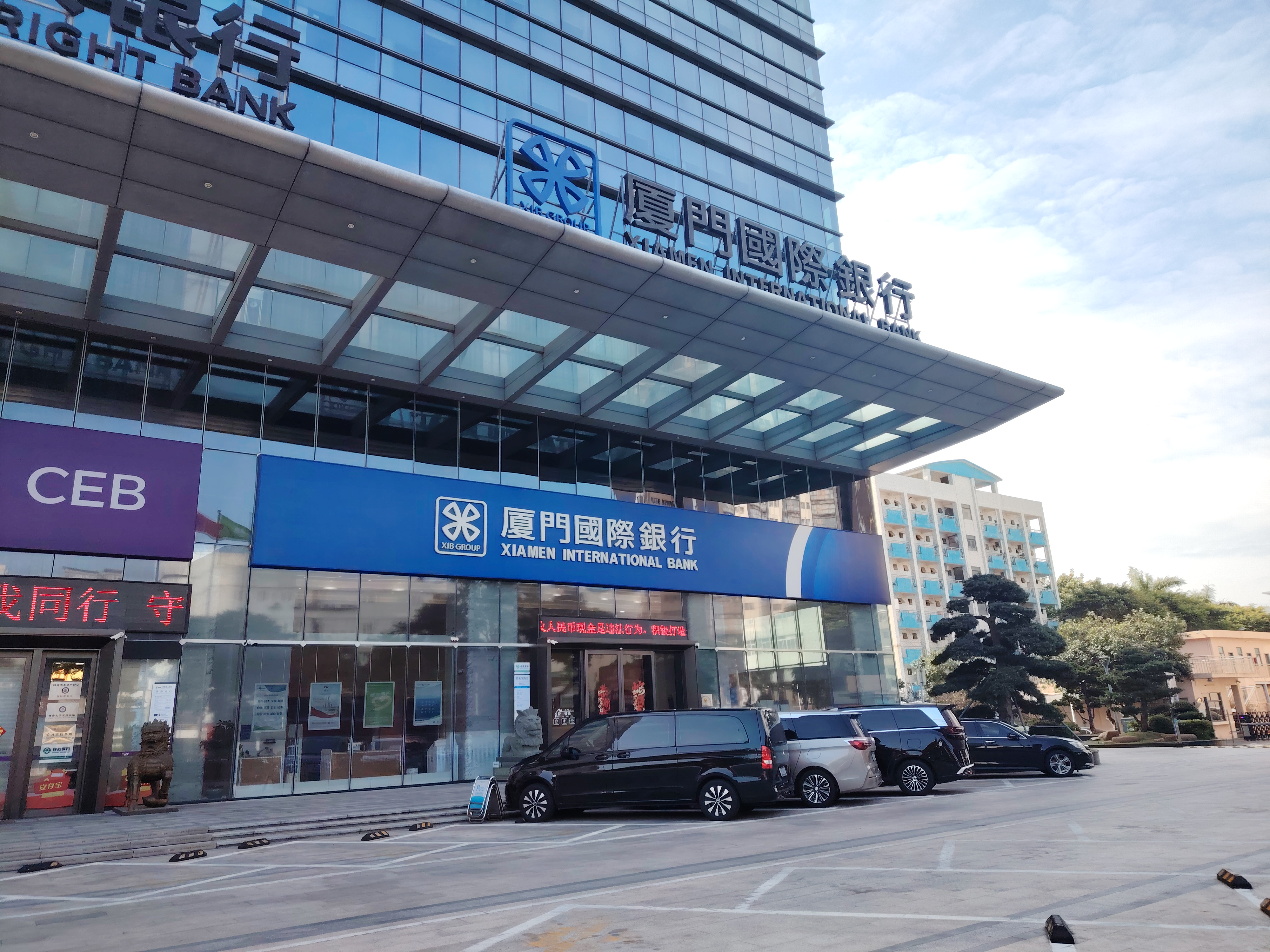
厦门分行
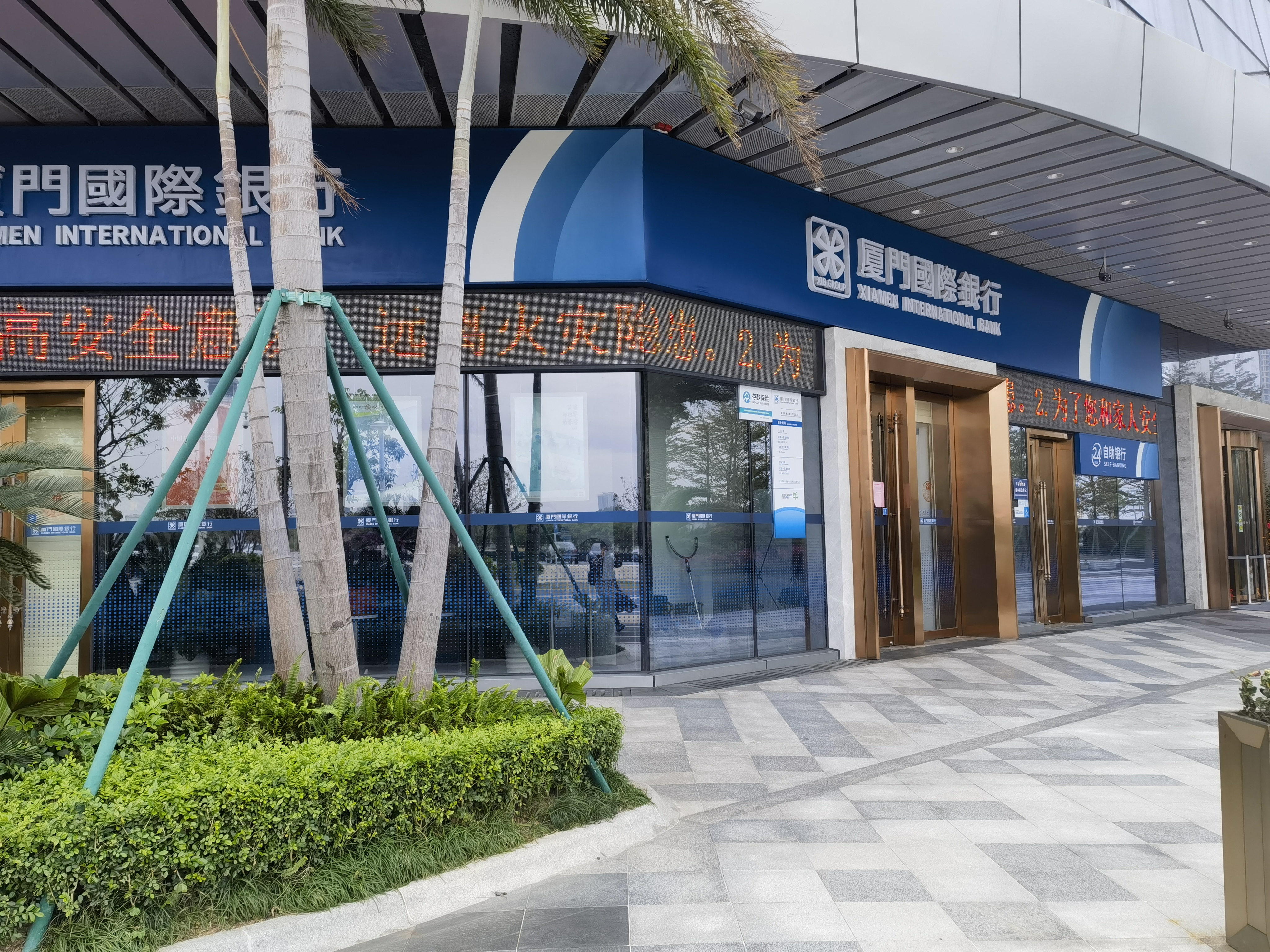
珠海横琴合作区分行
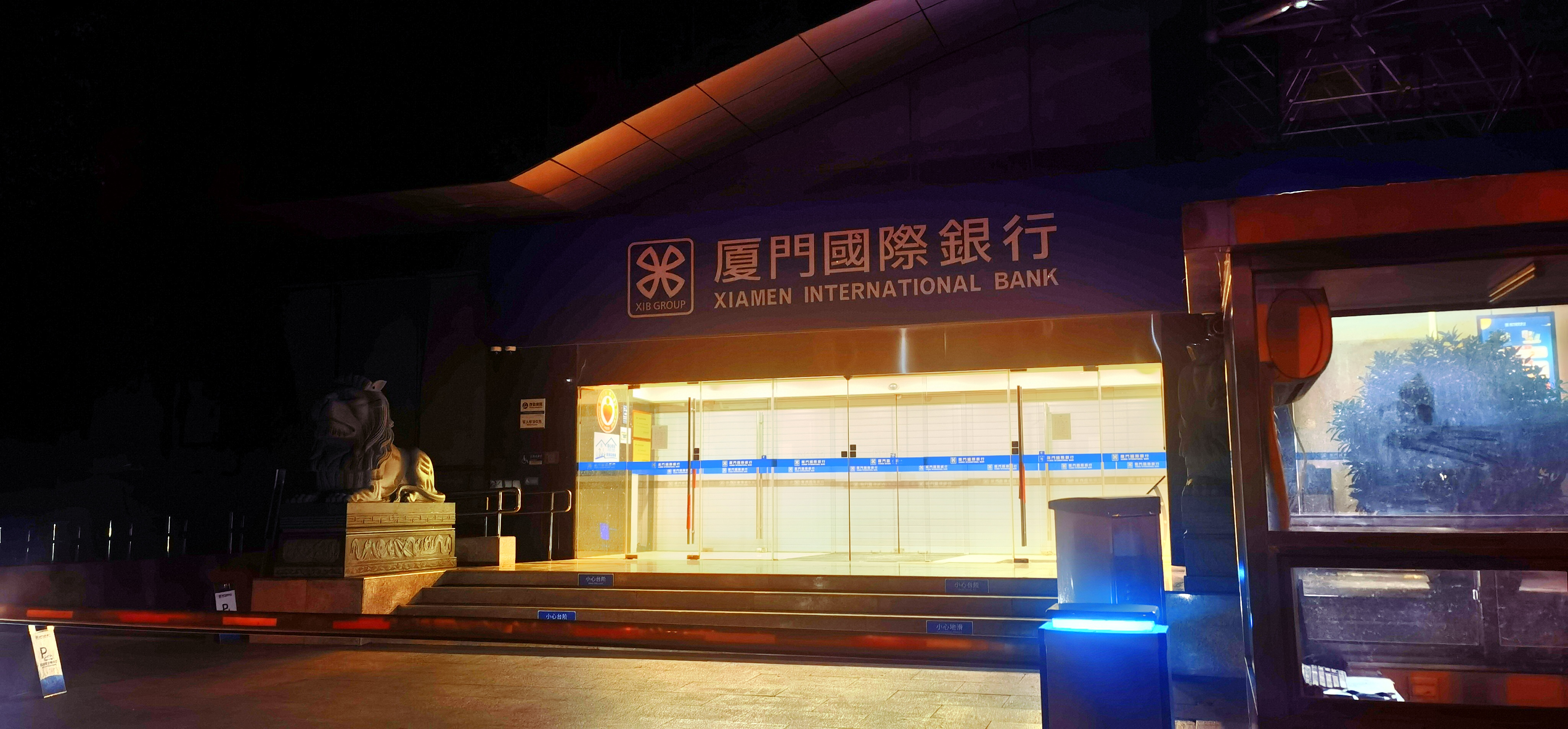
北京分行
- 上海分行
- 福州分行
- 珠海分行
- 泉州分行
- 宁德分行
- 龙岩分行
- 漳州分行
- 莆田分行
- 南平分行
- 三明分行

- 珠海分行
- 珠海横琴合作区分行
- 北京分行

### 境外附属机构
- 厦门国际投资有限公司（香港）：为厦门国际银行在香港设立的全资附属公司，作为厦门国际银行的境外管理机构，厦门国际投资有限公司除持有澳门国际银行股份外，同时负责管理厦门国际银行在香港及海外的其他附属公司，并统筹厦门国际银行各机构的财务、投资、代理行等业务。
- 澳门国际银行
- 集友銀行

## 博士后科研工作站
2008年12月30日，厦门国际银行获得国家人力资源和社会保障部批准设立博士后科研工作站，这是中国首家由外（合）资银行设立的博士后科研工作站，也是福建省首个由金融机构设立的博士后科研工作站。